# Das Hohe Lied (Hermann Sudermann)
Das Hohe Lied ist ein Roman von Hermann Sudermann von 1908. Er wurde das meistgelesene Buch des Erscheinungsjahres und erschien später in über 100.000 Exemplaren.

## Inhalt
Die junge Lilly Czepanek verliert ihren Vater, der Kapellmeister ist und die Familie heimlich verlässt. Die Mutter kümmert sich um den Lebensunterhalt und wird später irrsinnig. Lilly wird von einem Rechtsanwalt als Vormund in eine Leihbibliothek als Ausgabemitarbeiterin geschickt. Dort lernt sie verschiedene Männer kennen, darunter einen Leutnant, mit dem sie ein Liebesverhältnis hat, und dessen Vorgesetzten, einen Oberst, den sie dann heiratet. Als dieser die beiden ertappt, als sie sich weiter heimlich treffen, lässt er sich scheiden und verletzt den Leutnant beim Duell. Dieser verschwindet danach nach Amerika.
Lilly zieht im zweiten Teil nach Berlin, wo sie die Geliebte eines Fabrikbesitzers wird, aber außerdem Verhältnisse mit weiteren Männern hat. Danach heiratet sie den Fabrikbesitzer, der die attraktive junge Frau stolz in der vornehmen Gesellschaft präsentiert ...
Der Buchtitel Das Hohe Lied bezieht sich auf eine Komposition des Vaters, die Lilly bei sich behält und hütet. Diese basierte auf dem alttestamentlichen Hohelied, das die Liebe zum Thema hat.

## Hintergründe
Hermann Sudermann war einer der bekanntesten Schriftsteller seiner Zeit. Er verfasste einige Romane und zahlreiche Theaterstücke, die häufig aufgeführt wurden. Das Hohe Lied war sein erster Roman nach fünfzehn Jahren und wurde ein großer Erfolg. Der Verlag brachte im ersten Jahr 1908 bereits etwa 40.000 Exemplare heraus. Bei einer Umfrage in Bibliotheken wurde er als das meistgefragte Buch des Erscheinungsjahres festgestellt. Dagegen waren die meisten Literaturkritiker in Rezensionen entsetzt über die mangelnde inhaltliche, sprachliche und konzeptionelle Qualität des Werkes.
Der Roman wurde dennoch auch in den folgenden Jahren viel gekauft. 1929 gab der Verlag Cotta das 106. bis 110. Tausend heraus. Damit gehörte es zu den erfolgreichsten Werken des Autors.
Nach 1930 sind keine Neuausgaben mehr bekannt.

## Bearbeitungen

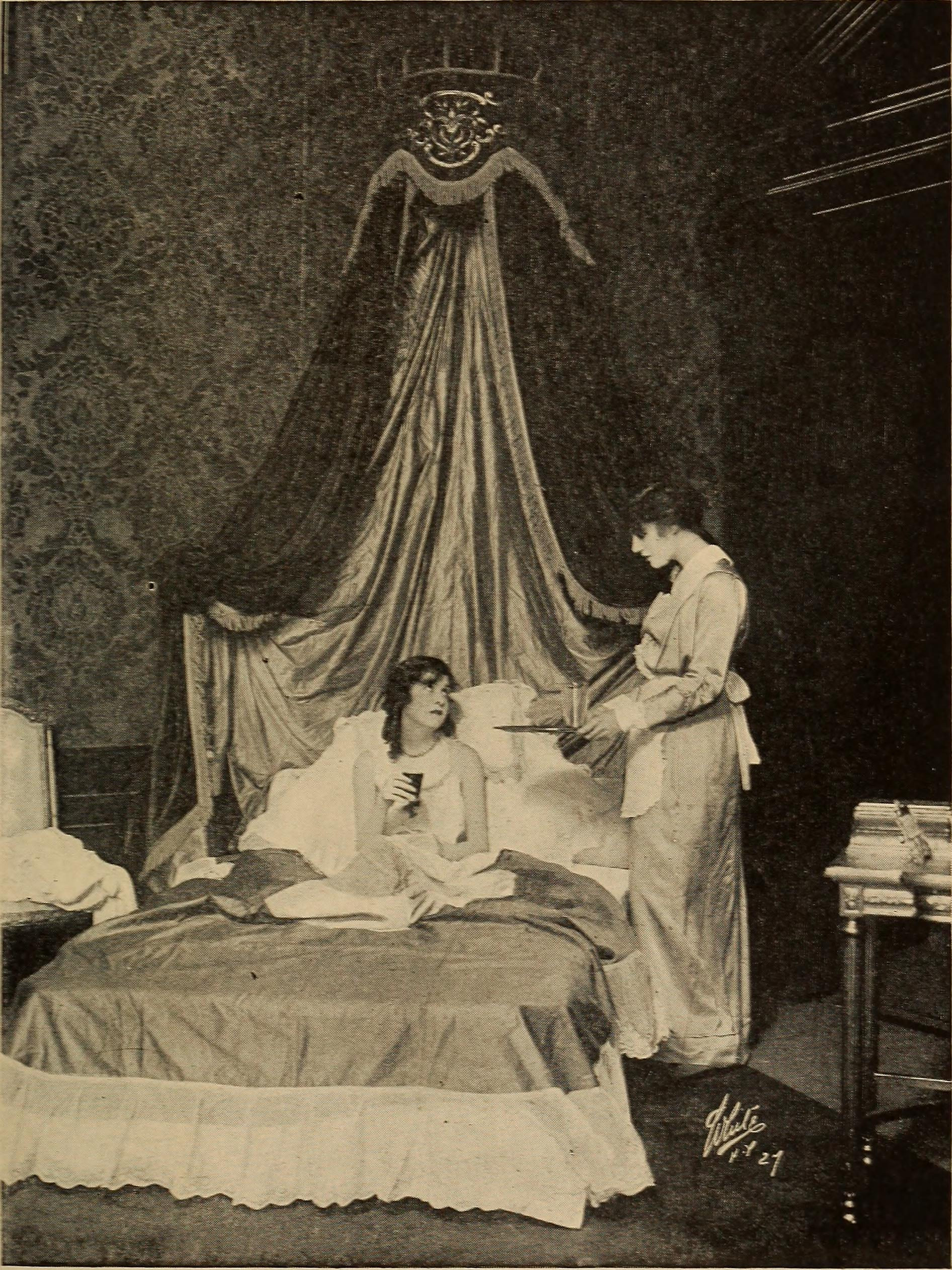
The song of songs, 1914, Theaterstück Broadway

Es gab zwei Übersetzungen in das Englische 1909 und 1913. Nach diesen entstanden ein Theaterstück, drei Kinofilme, ein Hörspiel und eine BBC-Fernsehproduktion. Dabei wurde der Inhalt allerdings stark verändert, sodass nur noch der Vorname der Hauptperson Lily und deren Wechsel zwischen mehreren Männern erhalten blieb. Ein Hauptmotiv dieser  Bearbeitungen war eine   Freizügigkeit der Beziehungen, die in literarischen Texten im puritanischen englischsprachigen Raum zu dieser Zeit noch relativ selten war. 1924 inszenierte Dimitri Buchowetzki den Stummfilm Die Frau des Kommandeurs mit Pola Negri.
Am bekanntesten wurde eine US-Verfilmung von 1933 mit Marlene Dietrich in der Hauptrolle.
Außerdem gab es Übersetzungen  in das Französische und in das  Lettische.

## Zitate
Der konservative Literaturkritiker Otto Hindrichs äußerte seine Unzufriedenheit mit diesem Roman mit teils deutlichen Worten.

„(...) Aber leider haben wir es schon zu oft erleben müssen, dass äußerer Erfolg und künstlerischer Wert zueinander  in umgekehrtem Verhältnis standen. Und leider gilt das auch wieder von Sudermanns neuestem Werk. (...) Den dritten und weitere Teile [des Romans] hat Sudermann uns glücklicherweise erspart. (...) Vergebens wird man nach dem Problem [Sinn] des Romans fragen. Er hat überhaupt keins oder es ist doch nur so schwächlich herausgearbeitet, daß es nicht ins Bewußtsein tritt. (...) der ganze Sudermann taugt eben nichts.“

Und der sozialdemokratische Literaturkritiker Karl Korn beklagte

„Sudermann – das ist ja auf dem literarischen Warenmarkt eine Sorte (...), die keiner Anpreisung, nicht einmal eines Begleitwortes bedarf. (...) Nicht dass Sudermann den Lebenslauf einer modernen Kurtisane zum Thema seines neuesten Romans genommen, wird ihm ein halbwegs moderner Zeitgenosse übelnehmen (...). Aber daß er diese Kurtisane so papieren konstruiert, wie er es tut, daß er uns weismachen will, es sei irgendein Fonds hohes Lied in dieser Gassenhauerseele, daß er uns fortwährend in Spannung hält nach dieser intelligiblen, dieser wahren  Lilly, und ebenso hartnäckig diese Spannung äfft;  (...) macht die Lektüre zu einer sehr fatalen Angelegenheit für Leute, die auch in der schönen Literatur mehr suchen als Zeitvertreib für  verlorene Stunden.“

Der Literaturhistoriker Walter T. Rix versuchte später zu besänftigen 

„In Das hohe Lied (1908), bislang als seichter Kurtisanenroman mißverstanden, behandelt Sudermann das Thema der weiblichen Individualität in durchaus moderner Form. Die Heldin  Lilly Czepanek durchlebt eine kompositorisch äußerst kunstvoll aufgebaute Sequenz von Erkenntnissphären. In dem Widerstreit von sozialer Norm und Anspruch auf Individualität muß sie als Frau schließlich, teilweise durch eigene Schuld, unterliegen.“